# Tony
Tony（トニー、1971年 - ）は、日本のイラストレーター、原画家、キャラクターデザイナーである。宮城県仙台市出身。
本名は田中 貴之（たなか たかゆき）。ペンネームは、データイーストに入社した年の花見の席で、当時テレビに出ていたカリスマ美容師のトニータナカから同僚に取って付けられたあだ名に由来する。

## 来歴
子供の頃から絵を描く事が好きで漫画を描いたり、絵画学校に通い水彩画を描いていた。高校では美術部とテニス部を掛け持ちしており、文化祭の前などに絵を描いていた。その後は美術専門学校に入り、卒業後はデザイン事務所で広告デザインを手掛け、退社。データイーストやカネコでのゲーム開発を経た後、フリーランスのイラストレーターへ転向。1995年から1996年頃にホームページを立ち上げてネットのイラストコントテストに投稿し、そのほとんどで優勝していたとのこと。
1998年発売の『TEMPEST』 (SOFTMAX) でゲーム原画家としてのデビューを果たした後、1999年発売の『Partner 〜世界でいちばんたいせつなひと〜』（シェイプシフター）を皮切りにアダルトゲームの仕事を多く手掛けるようになり、人気が急上昇した。2004年発売の『シャイニング・ティアーズ』でコンシューマーゲームにおいても知名度を上げ、同シリーズの原画家として定着した。
イラスト業の傍ら、2000年7月に自ら立ち上げた有限会社アールピーエムの代表取締役を経て、2013年4月現在は制作集団アルビオンワークス (Creater's Team AlbionWorks) の主宰として活動中。

## 人物
人生で初めて書いたイラストは極普通の男の子らしく車のイラストらしい。
イラスト以外の興味あるものはゲーム。世代的にはアーケードゲームで遊んで育った世代であり、ゲームセンターに遊びに行く機会が多かった。
影響を受けた人物は最初はきたがわ翔、次は村田蓮爾。
好きなキャラクターは幼年期の頃は銀河鉄道999のメーテル、ゲームはファイナルファンタジーVIIのティファ。
一番好きなゲームはファイナルファンタジーシリーズ全般。
イラストの仕事を歩まなかったら本来のイメージではないイラストの仕事をしてた。

## 作品一覧

### 一般ゲーム
- ダンクドリーム - グラフィッカー、ゲーメストの読者プレゼント用イラスト（データイースト/ネオジオ/1994年）
- フライング・パワーディスク2 - キャラクターデザイン（データイースト/AC） ※未発売
- ゴーストロップ - キャラクターデザイン（データイースト/AC/1997年） ※当時は未発売。Ignition Entertainmentから2012年11月にPC用に発売された『マジカルドロップV』に収録。
- サイヴァーン - プランナー（カネコ/AC/1998年）
- TEMPEST（SOFTMAX/Windows 95,98/1998年）[7] ※韓国で発売、原画家デビュー作
- ルーム・ウィズ・リナ（ビジュアル・ラボ/Windows 95,98/1999年）[8]
- シャイニング・シリーズ（セガゲームス、セガ・インタラクティブ）
  - シャイニング・ティアーズ（PS2/2004年）
  - シャイニング・ウィンド（PS2/2007年）
  - シャイニング・ハーツ（PSP/2010年）
  - シャイニング・ブレイド（PSP/2012年）
  - シャイニング・アーク（PSP/2013年）
  - ブレードアークス from シャイニング（AC/2014年）
  - シャイニング・レゾナンス（PS3/2014年）
- らぶ彼女!!（GREE、Mobage、Yahoo!モバゲー、mixiゲーム、DMM.com、aima/2012年）
- エクステトラ（フリュー/PS Vita、3DS/2013年）
- StarHorse Pocket（セガ・インタラクティブ/iOS、Android/2017年[9]）
- アズールレーン - 一部キャラクターデザイン（Bilibili/iOS、Android/2018年）

### アダルトゲーム
- Partner 〜世界でいちばんたいせつなひと〜（シェイプシフター/1999年10月29日）
- 翼のはためき（シェイプシフター/2000年4月7日）
- アルカナ 〜光と闇のエクスタシス〜（Ciel/2000年11月23日）
- 御魂 〜忍〜（Ciel/2001年6月22日）
- 幻夢館 〜愛欲と凌辱の淫罪〜（Aias/2002年3月29日）
  - 真章 幻夢館（Ciel/2004年12月17日）
- After...（Ciel/2003年12月19日）
- そらのいろ、みずのいろ（Ciel/2004年6月25日）
- 仏蘭西少女（PIL/2009年7月10日）
- フォルト!!（Ciel/2009年7月31日）
  - フォルト!!A（Ciel/2011年6月24日）
  - フォルト!!S 〜新たなる恋敵〜（Ciel/2012年6月29日）

### テレビアニメ
- シャイニング・ティアーズ・クロス・ウィンド - キャラクター原案（スタジオディーン/2007年4月 - 6月）
- シャイニング・ハーツ -幸せのパン- - キャラクター原案（プロダクション・アイジー/2012年4月 - 6月）

### アダルトアニメ
- 幻夢館～愛欲と凌辱の淫罪～上巻 - キャラクター原案（グリーンバニー/2003年）
  - 幻夢館～愛欲と凌辱の淫罪～下巻 - キャラクター原案（グリーンバニー/2003年）
- そらのいろ、みずのいろ 上巻「ダメ…聞こえちゃう」 - キャラクター原案(クレジットは「オリジナルキャラクターデザイン」)（ひまじん/2006年）
  - そらのいろ、みずのいろ 下巻「わたしも…してあげる」 - キャラクター原案(クレジットは「オリジナルキャラクターデザイン」)（エイ・ワン・シー/2008年）
- After... THE ANIMATION 第1章 - クレジット無し・コピーライト標記のみ（milky/2007年）
  - After... THE ANIMATION 第2章 - クレジット無し・コピーライト標記のみ（milky/2008年）
- Tony's ヒロインシリーズ 彼女は花嫁候補生? シンデレラ・コレクション ACT-1 - キャラクター原案(クレジットでは「Tony’s Heroine Series」名義で「原作」標記)（Platinum Milky/2009年）
  - Tony's ヒロインシリーズ 彼女は花嫁候補生? シンデレラ・コレクション ACT-2 - キャラクター原案(クレジットでは「Tony’s Heroine Series」名義で「原作」標記)（Platinum Milky/2010年）
- フォルト!! 第一話「好きにしていいから…」 - キャラクター原案（こっとんどーる/2009年）
  - フォルト!! 第二話「みんなで一緒に…」 - キャラクター原案（こっとんどーる/2010年）
  - フォルト!! 第三話「…大好きです」 - キャラクター原案（こっとんどーる/2011年）
  - フォルト!!S 〜新たなる恋敵〜 第一話「先輩と転校生」 - キャラクター原案（こっとんどーる/2013年）
- 真章 幻夢館 Epilogue.1～夢と告白と迷走～ - キャラクター原案(クレジットは「原作イラスト」)（ちちのや/2010年）
  - 真章 幻夢館 Epilogue.2～愛と真実と護るべきもの～ - キャラクター原案(クレジットは「原作イラスト」)（ちちのや/2010年）

その他、アニメ作品の映像内・公式サイト等でのスタッフ標記はないが原画を担当したゲームのアニメ化作品には、以下のものが存在する。
- 御魂～忍～ 巻の一（milky/2009年）
  - 御魂～忍～ 巻の二（milky/2009年）

### 挿絵・装画・イラスト（一般向け作品）
- シャイニング・シリーズ（セガゲームス、セガ・インタラクティブ）
  - シャイニング・ティアーズ 神竜の剣（加納新太著/ファミ通文庫/2005年）
  - シャイニング・ティアーズ 神竜の剣（加納新太著/えぃわイラスト(共同)/ファミ通文庫/2005年）
  - シャイニング・ティアーズ to ウィンド 姫君たちの冒険（加納新太著/碧風羽イラスト(共同)/ファミ通文庫/2005年）
  - シャイニング・ウィンド -アナザーリンク- 鬼封じの剣士（加納新太著/碧風羽イラスト(共同)/ファミ通文庫/2007年 - ）
  - シャイニング・ハーツ やさしいパンの薫る島（加納新太著/碧風羽イラスト(共同)/ファミ通文庫/2011年）
  - シャイニング・ブレイド 剣士たちの間奏曲（加納新太著//ファミ通文庫/2012年）
- 機関鬼神【カラクリオニガミ】アカツキ（榊一郎著/ファミ通文庫/2013年 - ）
- ビキニ・ウォリアーズ - ヴァルキリーデザイン（ホビージャパン/2016年）
- 初音ミクGTプロジェクト『レーシングミク 2017ver.』
- ギルティプリンセス（マックスファクトリー/2021年 - ）

### 挿絵・装画・イラスト（アダルト作品）
- 御魂～忍～（シエル原作/さとだみつひこ著/ハーヴェストノベルズ/2002年 - ）
- 永遠の君へ　隣りの妹（わかつきひかる著/美少女文庫/2003年）
- After... （シエル原作/さとだみつひこ著/ハーヴェストノベルズ/2004年 - ）
- 幻夢館（アイアス原作/岡田留奈著/ハーヴェストノベルズ/2004年）

### 個人画集
- Tony's Art Works Graph I〜IV（台湾限定販売）
- Tony's ARTworks フロムシャイニングワールド（エンターブレイン/2009年）
- Tony線画集 Tony's Line ART works Vol.1（C77セガブース販売/2009年）
- Tony WORKs Ciel クロニクル（マックス/2010年）
- TonyWORKs 愛蔵版 ～Ciel初期作品コレクション～（マックス/2010年）
- Tony's ヒロインワークス「シャイニング」シリーズ編（ホビージャパン/2016年）
- Tony's ARTworks フロム シャイニングワールド 2（KADOKAWA/2016年）

### 同人誌
括弧内は題材にした作品。
- FOUNDATION X 完全版（『宇宙のステルヴィア』/2004年）
- UNFINISHED（『プリンセスクラウン』）
- カブリモン/カブリモン2/カブリモン3（『ラグナロクオンライン』/C63 - C65）
- カラドボルグ（『Fate/stay night』/C66/2004年）
- Unfinished volume1 (C67/2004年)
- RUNAR!（『機動戦士ガンダムSEED DESTINY』/C68）
- ◯焼きバーベキュー（『ゾイドジェネシス』/C69/2005年）
- わたしは拒絶するっ!かも（『BLEACH』/C70/2006年）
- エンタングルENTANGLE（『ゼーガペイン』/C71/2006年）
- ねこみみばとらあ（『ハヤテのごとく!』/C72/2007年）
- きてるよ!竹内くんっ（『BAMBOO BLADE』/C73/2007年）
- なんというデカルチャー!（『マクロスF』他/C74/2008年）
- ぼたん鍋（『CLANNAD』/C75/2008年）
- COLLECT1（C76/2009年）
- ひたぎONE SIDE（『化物語』/C77/2009年）
- T2 ART WORKS 原画&ラフ集（C78/2010年）
- ちっちゃくないよっ!!（『WORKING!!』/C79/2010年）
- ちっちゃくないよ’!!（『WORKING!!』、『ONE PIECE』/C80/2011年）
- PUELLA（C81/2011年）
- 黎子さんと真夜ちゃんの事を想っていたら、ムラムラしてきたのでえろ本にしてみたよ。（フォルト!!/2012年）
- リコレクト T2ARTWORKSイラスト総集本（2012年）

### 同人ゲーム
- ヴァルヘリオ（アイデアストック/2011年）